# Weeze

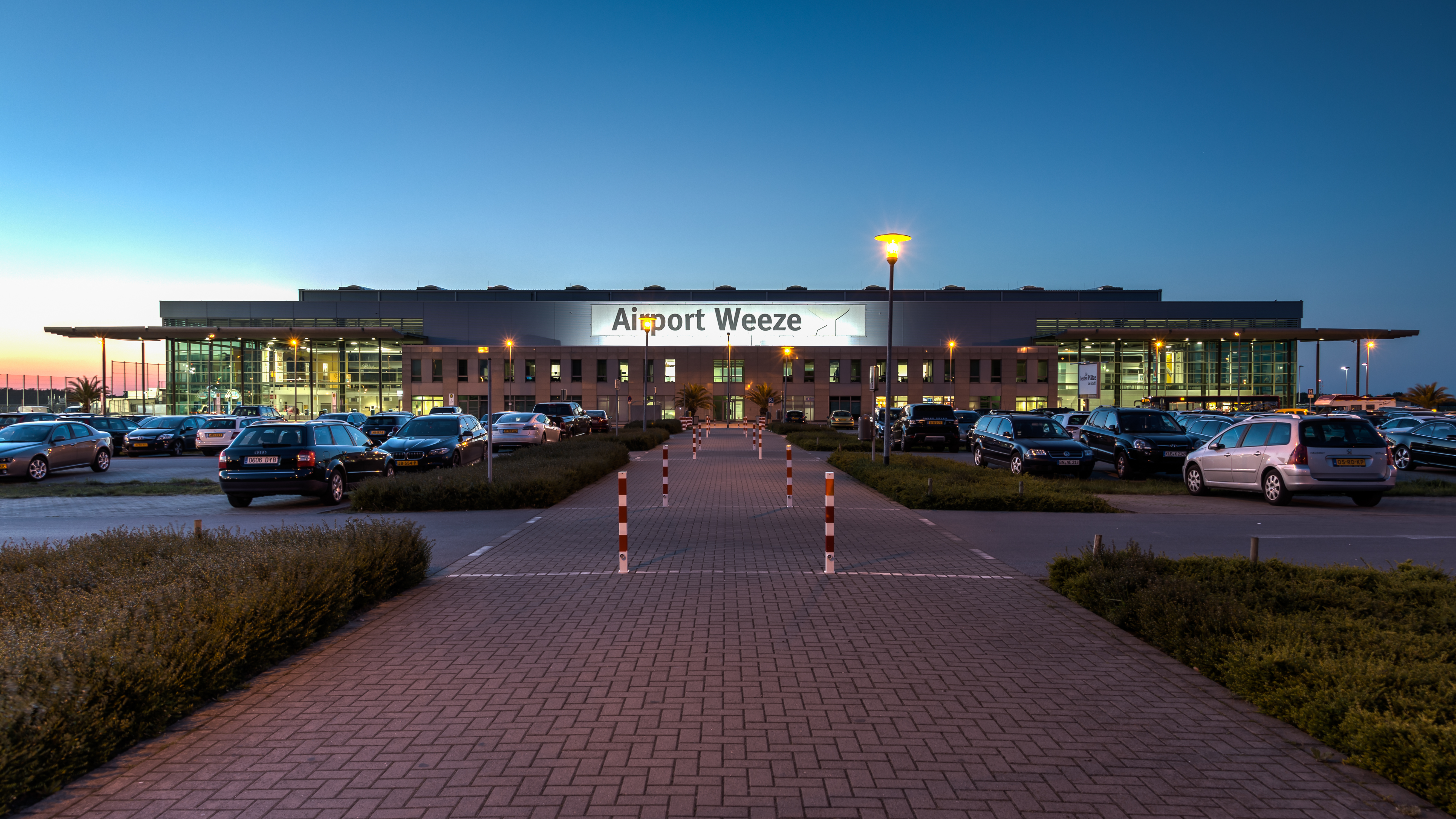
Vista frontal do terminal de passageiros do aeroporto de Weeze, Renânia do Norte-Vestfália, Alemanha.

Weeze é um município da Alemanha localizado no distrito de Cleves, região administrativa de Düsseldorf, estado da Renânia do Norte-Vestfália.
O distrito é fronteiriço a Holanda.
Predefinição:Aeroporto Düsseldorf-Weeze
O Aeroporto Düsseldorf-Weeze é localizado neste distrito. E é onde a aérea easyjet usa como operação.